# Anthonie Cornelis Oudemans
Anthonie Cornelis Oudemans (inna wersja Antoon Cornelis Oudemans, 1858–1943) był holenderskim zoologiem. Po napisaniu dysertacji o płazińcach, w 1885 roku został dyrektorem Królewskich Ogrodów Zoologicznych w Hadze. W 1892 roku opublikował książkę pt. Wielki wąż morski, w której poddał analizie doniesienia o spotkaniach z legendarnym stworzeniem, wężem morskim. Oudemans wyciągnął z nich wniosek, iż zwierzę takie może być nieznanym dotychczas gatunkiem dużej foki, której nadał nawet łacińską nazwę Megophias megophias. Bernard Heuvelmans stwierdził później, że praca ta dała początek kryptozoologii. W 1895 Oudemans przeprowadził się z Hagi do Sneek, gdzie wykładał biologię.

## Varroa jacobsoni
W 1904 roku odkrył nowy gatunek roztoczy z rodzaju Varroa nalężących do dręczy. Okazy pochodziły z kolekcji Edwarda Jacobsona zebranej na wyspie Java z gniazda Apis cerana indica i zaprezentowanej w Muzeum Zoologii w holenderskim Leiden. Nazwał go na część kolekcjonera Varroa jacobsoni. Dziś jeden z gatunków Varroa (Varroa destructor – dręcz pszczeli) jest najważniejszym szkodnikiem pszczelarstwa i pasożytem pszczoły miodnej.